# Carousel (film)
Carousel is een Amerikaanse film uit 1956 van Henry King met in de hoofdrollen Gordon MacRae en Shirley Jones.
De film is gebaseerd op de gelijknamige musical uit 1945 van Rodgers & Hammerstein, die zich op hun beurt baseerden op het toneelstuk Liliom van Ferenc Molnár uit 1909. Het toneelstuk leverde inspiratie voor diverse films als A Trip to Paradise (1921), Liliom (1930), en Liliom (Franse versie uit 1934 van Fritz Lang).
Carousel kreeg gemengde kritieken bij uitkomst. Het publiek was ook niet enthousiast. De sombere toon van de musical deed de film floppen in de bioscopen. Buiten de VS deed de film het beter, in het Verenigd Koninkrijk bijvoorbeeld was het wel een succes. Een van de nummers uit de musical You'll Never Walk Alone, werd in 1963 op de plaat gezet door de Liverpoolse band Gerry & the Pacemakers. Het werd vervolgens als clublied geadopteerd door de supporters van de Britse voetbalclub Liverpool FC.

## Verhaal
In het voorgeborchte wacht Billy Bigelow op zijn toelating tot de Hemel, Bigelow is een onverbeterlijke opschepper en verblijft al vijftien jaar in de wachtkamer van de Hemel. Als hij echter hoort dat zijn dochter op aarde in de problemen zit, vraagt hij toestemming aan de Starkeeper (de Sterrenwachter) om te mogen afreizen naar de aarde. Omdat Billy ooit heeft geweigerd om gebruik te maken van dit privilege, vraagt de Starkeeper om zijn verzoek toe te lichten. Billy vertelt schoorvoetend hoe hij op aarde de kost verdiende als klantenlokker voor de carrousel op de kermis in een klein dorpje. Hij flirt daar met de onschuldige Julie Jordan, die erg onder de indruk is van zijn ruwe manier van doen. Zijn jaloerse bazin, mrs. Mulin, stuurt het meisje weg. Als Billy in opstand komt en zich misdraagt ontslaat ze hem. Samen met Julie gaat Billy wat drinken en ze ontmoeten, Carrie, de vriendin van Julie. Carrie waarschuwt Julie dat ze niet te laat terug moet zijn op haar werk bij de katoenfabriek. Als dit toch gebeurt wordt ook Julie ontslagen. Niet lang daarna trouwen Julie en Billy. Omdat Billy geen werk kan vinden, gaat Julie als serveerster werken bij haar nichtje Nettie. Haar man raakt ondertussen meer en meer gefrustreerd en trekt steeds vaker op met Jigger Craigin, de lokale schurk. Craigin heeft het plan om de voormalige werkgever van Julie, de fabriekseigenaar Brascombe, te overvallen. Als Julie meldt dat ze zwanger is, weet Billy dat de tijd gekomen is om zijn verantwoordelijkheid te nemen en geld binnen te brengen. Hij besluit in te gaan op het voorstel van Craigin. De twee gaan in een hinderlaag liggen en wachten op de fabriekseigenaar. Als Brascombe arriveert, bedreigen ze hem met een mes en eisen zijn geld. Maar tot hun grote schrik is hun slachtoffer niet bang en trekt een pistool. Jigger vlucht weg, terwijl Billy wanhopig probeert te ontkomen door over een berg kartonnen dozen te klimmen. Hij valt en komt op zijn mes terecht. Julie ziet het gebeuren en neemt de stervende Billy in haar armen. Terwijl ze vertelt dat ze van hem houdt, sluit Billy voorgoed zijn ogen. De Starkeeper zegt tegen Billy dat het een mooi verhaal is, waaruit blijkt dat hij bang is voor de liefde. Hij geeft Billy permissie om naar de aarde af te dalen. Daar ziet Billy zijn inmiddels vijftienjarige dochter, Louise, die wordt gepest door haar medeleerlingen op school. Ze noemen haar de dochter van een dief. Tijdens het Sterrelichtfeest wordt het haar te veel en rent ze weg. Billy maakt zichzelf zichtbaar en biedt Louise een ster aan. Het meisje schrikt en trekt zich terug. Een boze Billy slaat haar. Louise rent naar haar moeder en vertelt dat de klap aanvoelde als een kus. Julie, die Billy niet kan zien, merkt toch zijn aanwezigheid op en ze lacht begrijpend naar haar dochter. De onzichtbare Billy zingt over zijn liefde voor Julie en die pakt de gevallen ster op. Als Louise niet lang daarna tijdens de diploma-uitreiking hoort dat ze zich niet langer moet laten leiden door het verleden van haar ouders en zelfstandig moet denken, voelt ze zich gesterkt. Billy knielt naast Julie en verklaart haar zijn liefde. Hij is nu eindelijk klaar om het voorgeborchte te verlaten en naar de Hemel te gaan.

## Rolverdeling
| Acteur             | Personage              |
| ------------------ | ---------------------- |
| Gordon MacRae      | Billy Bigelow          |
| Shirley Jones      | Julie Jordan           |
| Cameron Mitchell   | Jigger Craigin         |
| Barbara Ruick      | Carrie Pipperidge Snow |
| Claramae Turner    | Nettie                 |
| Robert Rounseville | Enoch Snow             |
| Gene Lockhart      | Starkeeper, dr. Selden |
| Susan Luckey       | Louise Bigelow         |

## Achtergrond

### Scenario
Het scenario voor Carousel werd door de scenaristen Phoebe en Henry Ephron gebaseerd op de gelijknamige Broadwaymusical van Rodgers en Hammerstein. De Broadwayproductie was op 19 april 1945 in het Majestic Theatre in New York in première gegaan. Hoewel het stuk 890 voorstellingen haalde in twee jaar, was het aantal voorstellingen minder indrukwekkend dan van andere musicals van Rodgers en Hammerstein. Critici weten dit aan het sombere verhaal, zo anders dan de meer uitbundige verhalen van "Oklahoma!", "South Pacific", "The King and I", en "The Sound of Music". Het scenario van de Ephrons is getrouw aan de film, en ook somber van toon, een van de redenen dat de film vermoedelijk flopte in de bioscopen. De Ephrons hebben hier en daar wel wijzigingen aangebracht. Een belangrijke wijziging is de opbouw. In de film is Billy al dood en zit al vijftien jaar in het voorgeborchte. Zijn leven op aarde wordt getoond als een flashback. In de Broadwaymusical sterft Billy pas op driekwart van de voorstelling. Door de dood van Billy in het scenario naar voren te halen, wilden de scenaristen voorkomen dat het publiek zou worden overvallen door de dood van Billy en het idee zou krijgen dat de film al was afgelopen. De dood van Billy in de film is overigens ook afwijkend van de Broadwaymusical. In de film valt hij op zijn mes terwijl hij in de versie op toneel zelfmoord pleegt. Ook veranderden de Ephrons de inleidende recitatieven naar de nummers: "If I Loved You" en "June Is Bustin' Out All Over", het eerste recitatief werd omgezet in dialoog, het andere werd verwijderd. Een ander punt dat de Ephrons veranderden was het gegeven dat Billy slechts een dag op aarde mag zijn en een goede daad moet verrichten om in de Hemel te komen, dit komt in de film niet voor. Een andere verandering was het verplaatsen van het nummer "When The Children Are Asleep" naar een latere scène, om zo beter gebruik te kunnen maken van de buitenlocaties in Maine.

### Acteurs
De rol van Billy Bigelow was gereserveerd voor Frank Sinatra die al bezig was met het opnemen van enige liedjes uit de film. Tegen de tijd dat de opnames moesten beginnen, hoorde Sinatra dat de film twee keer moest worden opgenomen. De reden hiervoor was dat de studio twee versies wilde laten maken, één in het normale CinemaScopeformaat (35 mm) en één in CinemaScope 55 mm. Veel studio's maakten in die jaren twee versies van hun films, bijvoorbeeld een in 3-D en een in 2-D. Men probeerde om op die manier mee te doen met nieuwe ontwikkelingen in de film en tegelijk wilde men voorkomen dat de film te beperkt te zien zou zijn omdat de bioscopen niet waren ingericht voor de nieuwe techniek. Vaak werd de ene versie in de morgen opgenomen en de andere versie in de middag. Sinatra stond er om bekend dat hij een hekel had aan repeteren en altijd wilde voorkomen dat hij een scène meerdere keren moest overdoen. Toen hij hoorde dat de film in twee versies zou worden opgenomen liep hij direct weg van de set en beet de producenten toe: "Jullie krijgen niet twee Sinatra's voor de prijs van één". In paniek belde producent Henry Ephron naar Lake Tahoe, waar Gordon MacRae optrad in een nachtclub. MacRae had de rol van Billy graag willen spelen op Broadway en kende de tekst goed. Binnen drie dagen meldde hij zich bij Ephron en nam de rol van Sinatra over. Niet lang daarna ontdekten de technici dat de CinemaScope 55 mm filmversie zonder problemen kon worden overgezet op CinemaScope 35 mm en dat twee keer opnemen niet meer nodig was. Sinatra was er niet bitter over. Het nummer "Soliloquy" uit de musical bleef een van zijn persoonlijke favorieten. De beoogde tegenspeelster van Sinatra (en later dus van MacRae), Shirley Jones, had minder concurrentie. Alleen Judy Garland werd even overwogen. De rol van Cousin Nettie werd gespeeld door Claramae Turner, een alt van de Metropolitan Opera. Het was haar eerste en tevens laatste filmrol.

### Productie
Carousel speelt in een klein vissersplaatsje in 1888 in Maine en de opnames werden grotendeels in deze staat gemaakt. Begonnen werd in Booth Bay Harbor, met het dansnummer "June Is Busting Out All Over."
Verdere opnames werd gemaakt in Augusta, Newcastle en Camden in Maine,  en verder in Malibu in Californië.

## Muziek

### Liedjes
De volgende liedjes (tekst: Oscar Hammerstein II/muziek: Richard Rodgers) zijn in de film te horen:
- "The Carousel Waltz" (instrumentaal)
- "Mister Snow" (gezongen door: Barbara Ruick)
- "If I Loved You" (gezongen door: Shirley Jones en Gordon MacRae)
- "June Is Bustin' Out All Over" (gezongen door: Claramae Turner, Barbara Ruick, en koor)
- "Soliloquy" (gezongen door: Gordon MacRae)
- "When the Children Are Asleep" (gezongen door: Robert Rounseville en Barbara Ruick
- "This Was A Real Nice Clambake" (gezongen door: Cameron Mitchell, Barbara Ruick, Claramae Turner, Robert Rounseville en koor)
- "Stonecutters Cut It On Stone" (gezongen door: Cameron Mitchell, Robert Rounseville en koor)
- "What's the Use of Wond'rin'" (gezongen door: Shirley Jones en koor)
- "You'll Never Walk Alone" (gezongen door: Shirley Jones en Claramae Turner)
- "Louise's Ballet" (instrumentaal)
- "If I Loved You (Reprise) (gezongen door: Gordon MacRae)
- "You'll Never Walk Alone" (Finale) (gezongen door: Shirley Jones, Marie Greene (zangstem in plaats van Susan Luckey)  Lili Gentle, Claramae Turner, Barbara Ruick, Robert Rounseville, Gene Lockhart en koor)

### Liedjes die werden weggelaten
Twee liedjes, "You're a Queer One, Julie Jordan" en "Blow High, Blow Low"  werden wel opgenomen, maar sneuvelden bij de montage. De reden hiervoor was dat de producers de film niet langer wilden laten duren dan 128 minuten. Om dezelfde reden werd een aantal nummers niet eens opgenomen. "The Highest Judge of All" werd weggelaten, behalve vanwege de beperkte tijd ook omdat de film een andere chronologie heeft dan de Broadwaymusical. In het nummer vraagt Billy aan de Starkeeper om God te mogen zien. Dit was niet meer nodig omdat de flashbackscènes een ontmoeting uitsluiten. Het nummer "Geraniums in the Winder", dat dient als introductie tot het liedje "Stonecutters Cut It on Stone", werd ook weggelaten, net als een reprise van "Mister Snow". Ook de censuur sprak een woordje mee. Een couplet van "Stonecutters Cut It on Stone" werd weggelaten vanwege vage seksuele toespelingen.

## Prijzen en nominaties
Carousel werd samen met een andere verfilming van een Rodgers and Hammersteinmusical, The King and I door Twentieth-Century Fox in 1956 uitgebracht. Aangezien Carousel teleurstelde in de bioscopen en The King and I een hit was en veel opbracht voor Fox, besteedde de studio steeds minder aandacht aan Carousel. Bij de lobby voor de Oscaruitreikingen kreeg Carousel vrijwel geen steun van de studio en werd er alles aangedaan om The King and I te promoten. Het resultaat was voorspelbaar The King and I werd diverse keren genomineerd en kreeg een aantal Oscars, terwijl Carousel met lege handen stond.